# ماغنوس هاغلوند
ماغنوس هاغلوند (بالسويدية: Magnus Haglund)‏ هو لاعب كرة قدم ومدرب كرة قدم سويدي، ولد في 15 أبريل 1973 في هالمستاد في السويد. لعب مع نادي هالمستاد.

## وصلات خارجية
- ماغنوس هاغلوند على موقع قاعدة بيانات كرة القدم.إي يو (الإنجليزية)
- ماغنوس هاغلوند على موقع عالم كرة القدم.نت (الإنجليزية)